# Вятский государственный гуманитарный университет
ФГБОУ ВО «Вятский государственный гуманитарный университет» (ВятГГУ, ВГГУ) — старейшее высшее учебное заведение в городе Кирове, Кировская область. Филиалы ВятГГУ были расположены в Вятских Полянах, Кирово-Чепецке, Ижевске.
14 марта 2016 года приказом Минобрнауки России № 373 ВятГГУ реорганизован путём присоединения к Вятскому государственному университету в качестве структурного подразделения.

## История
В 1911 году среди земских деятелей появилась идея создания учительского института в Вятке. В 1913 году 45-е губернское земское собрание официально поддержало данную инициативу.
1 июля 1914 года состоялось торжественное открытие Учительского института, разместившегося в здании на углу улиц Копанской и Владимирской (ныне улицы Герцена и Карла Маркса). В 1918 году Вятский учительский институт преобразован в высшее педагогическое учебное заведение — Педагогический институт. В 1919 году Педагогический институт преобразовывается в Институт народного образования. В 1921 году институт снова стал педагогическим. Состоялась встреча коллектива института с председателем ВЦИК М. И. Калининым. В 1922 году с личного согласия В. И. Ленина институту присвоено имя лидера революции.
В 1923 году в ведение института передаётся национализированный Ботанический сад А. Истомина. В 1924 году институт переезжает в здание бывшего епархиального училища — одно из самых больших зданий в городе. В 1925 году при институте был открыт педагогический техникум. В 1934 году в институте образованы факультеты исторический, физико-математический, русского языка и литературы, естествознания, географический. В связи с переименованием Вятки в Киров институт сменил название с Вятского на Кировский.
В 1928 году в институте выступает Маяковский.
В 1939 году закончено строительство общежития по улице Свободы, 122 (ныне учебный корпус № З).
В 1941 году в состав КГПИ был включён Институт иностранных языков, преобразованный в факультет иностранных языков. Сам институт эвакуируется в Яранск и продолжает работать в эвакуации. В 1949 году в КГПИ создаётся факультет физической культуры.
В 1957 году институт получил статус первой категории.
В 1962 году создан индустриально-педагогический факультет.
В 1964 году открыт плавательный бассейн института.
В 1968 году институт награждён Почётной грамотой Президиума Верховного Совета РСФСР.
В 1979 году создан факультет начальных классов.
В 1981 году открыт учебный корпус по ул. Ленина, 198.
В 1987 году создан факультет повышения квалификации и профессиональной переподготовки работников образования, в 1988 году — факультет дошкольного образования и факультет практической психологии, в 1991 году — факультет культурологии (в настоящее время — факультет философии и культурологии).
В 1995 году Кировскому государственному педагогическому институту присвоен статус университета.
В 1997 году образован институт психологии и педагогики.
В 1998 году образован институт экономики; открыт колледж ВятГГУ.
В 1999 году создан факультет информатики.
В 2000 году образован институт управленческих кадров.
В 2002 году:
- приказом Министерства образования РФ от 11 июня 2002 г. Вятский государственный педагогический университет переименован в государственное образовательное учреждение высшего профессионального образования «Вятский государственный гуманитарный университет»;
- создан социально-гуманитарный факультет;
- университет удостоен международной награды «Золотой слиток» как старейшее и наиболее устойчиво работающее предприятие (награда учреждена высшим Женевским Институтом Бизнеса и Менеджмента «INSAM» совместно со Швейцарским Бизнес Клубом).

В 2003 году:
- сдан в эксплуатацию главный корпус университета по ул. Красноармейской, 26;
- открыты зал электронных ресурсов и зал для научных работников в новом подразделении вуза — фундаментальной научной библиотеке по ул. Карла Либкнехта;
- институт психологии и педагогики преобразован в факультет психологии.

В 2004 году:
- институт экономики, институт лингвистики, институт управленческих кадров преобразованы соответственно в факультеты экономики, лингвистики, управления и юридический;
- начато строительство учебно-спортивного комплекса площадью 12 тыс. м² по ул. Орловской.

В 2005 году:
- завершён капитальный ремонт учебного корпуса № 1 по ул. Ленина, 111, одного из старейших зданий университета, построенного в первой половине XIX в.;
- завершён капитальный ремонт учебно-тренировочной базы «Ласточка» (п. Нижне-Ивкино).

В 2006 году:
- создан Волго-Вятский региональный научно-образовательный центр Российской академии образования;
- открыт новый учебно-спортивный корпус по ул. Орловской, 12.

В 2007 году заключены договоры о сотрудничестве с семью вузами КНР, а также подписан договор по программе «3+1» с Тройским университетом (США).
В 2008 году подписан договор с Хэйхэским университетом (КНР) по программе «2+2».
В 2009 году решением Аккредитационной коллегии Рособрнадзора от 5 февраля 2009 г. ГОУ ВПО «Вятский государственный гуманитарный университет» и его филиалы в гг. Кирово-Чепецке, Ижевске, Вятских Полянах успешно прошли государственную аккредитацию.
В 2012 году открыт инновационно-образовательный центр космических услуг ВятГГУ
В 2013 году Вятский государственный гуманитарный университет успешно прошёл государственную  аккредитацию образовательной деятельности сроком на 6 лет и пополнил реестр аккредитованных в 2013 году образовательных учреждений.
В 2014 году Вятский государственный гуманитарный университет отметил 100-летний юбилей.
В 2016 году Вятский государственный гуманитарный университет реорганизован в форме присоединения к Вятскому государственному университету.

## Руководство
Директора Вятского учительского института (1914—1918)
- 1 (14) июля 1914 — 7 (20) марта 1917 — Александр Модестович фон-Вилькен (1874—1934)
- 16 (29) марта 1917 — 4 октября 1918 — Александр Алексеевич Григорьев (1889—?)

Председатели правления и президиума Совета Вятского педагогического института (1918—1919) / Вятского института народного образования (1919—1921)
- 4 октября 1918 — 1 апреля 1919 — Александр Алексеевич Григорьев (1889—?)
- 1 апреля 1919 — 20 апреля 1919 — (и.о.) Николай Андреевич Дернов (1891—1938)
- 20 апреля 1919 — 19 октября 1919 — Николай Александрович Желваков (1893–1972)
- 19 октября 1919 — 9 сентября 1920 — Николай Андреевич Дернов (1891—1938)
- 9 сентября 1920 — 6 декабря 1921 — Николай Александрович Желваков (1893–1972)

Ректоры и директора Вятского педагогического института (1921—1934) / Кировского государственного педагогического института им. В.И. Ленина (1934—1995)
- 7 декабря 1921 — 17 ноября 1926 — ректор Николай Андреевич Дернов (1891—1938)
- 30 ноября 1926 — 28 февраля 1930 — ректор Михаил Александрович Фаворов (1885—1938)
- 1 марта 1930 — 15 сентября 1930 — директор Михаил Александрович Фаворов (1885—1938)
- 15 сентября 1930 — 15 декабря 1930 — директор Залман Аронович Шефтер (1898/1900—1943)
- 15 декабря 1930 — 28 апреля 1931 — директор Петр Николаевич Соколов
- 28 апреля 1931 — 15 февраля 1932 — директор Семен Иванович Завыленков
- 16 февраля 1932 — 15 августа 1936 — директор Михаил Афанасьевич Елсуков (1904—1941)
- 15 августа 1936 — 4 декабря 1936 — и.о. директора Иван Григорьевич Автухов (1884—?)
- 4 декабря 1936 — 20 марта 1938 — директор Павел Николаевич Шимбирев (1883—1960)
- 20 марта 1938 — 13 декабря 1943 — директор Филипп Сильвестрович Орешков (1899—?)
- 13 декабря 1943 — 25 сентября 1944 — и.о. директора Федор Федорович Нагибин (1909—1969)
- 20 октября 1944 — 4 октября 1952 — директор Александр Иванович Заручевский (1893—?)
- 5 октября 1952 — 15 июня 1957 — директор Николай Дмитриевич Ермилов (1910—?)
- 15 июня 1957 — 8 февраля 1963 — директор Петр Захарович Мосунов (1907—1990)
- 8 февраля 1963 — 30 декабря 1964 — ректор Александр Дмитриевич Шаров (1913—1980)
- 30 декабря 1964 — 7 апреля 1969 — ректор Василий Иванович Голубев (1914—1998)
- 7 апреля 1969 — 6 сентября 1979 — ректор Георгий Андреевич Глушков (1921—2005)
- 6 сентября 1979 — 6 июля 1988 — ректор Василий Афанасьевич Патрушев (1929—1988)

Ректоры Вятского государственного педагогического университета (1995—2002) / Вятского государственного гуманитарного университета (2002—2016)
- 6 октября 1988 — 13 мая 1999 — Аркадий Михайлович Слободчиков (1941—2019)
- 14 мая 1999 — 15 июля 2010 — Владимир Степанович Данюшенков (1951—)
- 16 июля 2010 — 14 марта 2016 — Валерий Теодорович Юнгблюд (1958—)